# Globe (Arizona)
33°23′59″N 110°46′54″V / 33.39972°N 110.78167°V
 For alternative betydninger, se Globe. (Se også artikler, som begynder med Globe)
Globe er en by og hovedsæde i Gila County i delstaten Arizona, USA.
Byen er placeret i et stenet område tæt på mineralrige bjerge. Globe var oprindeligt en hurtigt voksende grænseby, og er opkaldt efter det enorme sølvfund gjort af en guldgraver i 1875. Byens rigeste mine, Old Dominion-minen, som var en af verdens største kobberminer, producerede mere end 135 millioner dollars i guld, sølv og kobber inden den lukkede i 1930'erne.